# El Punt
El Punt war eine katalanische Tageszeitung und erschien in zehn Regionalausgaben. Sie hatte im Jahre 2008 157.000 Leser, mehr noch als AVUI (135.000 Leser) und war damit das katalanischsprachige Blatt mit der höchsten Auflage. Die Herausgabe der Zeitung basierte auf einem Beteiligungsmodell mit Korrespondenten in allen Teilen des Landes.
Die Zeitung wurde am 24. Februar 1979 in Girona gegründet. Bis 1990 führte sie den Namen Punt Diari. Zum dreißigjährigen Bestehen des Blattes am 24. Februar 2009 ging die online-Version von El Punt ins Netz.
Mit Wirkung zum 31. Juli 2011 fusionierte El Punt mit der Tageszeitung Avui zur auflagenstärksten katalanischsprachigen Tageszeitung El Punt Avui.